# Mont Clapier
Le mont Clapier est l'un des principaux sommets de la partie est du massif du Mercantour-Argentera. Il est situé sur la crête marquant la frontière entre la France (Alpes-Maritimes) et l'Italie (Piémont).

## Toponymie
En provençal et en niçois, un clapier désigne un tas de pierres, un amoncellement de débris rocheux,.

## Géographie
Le versant italien du Clapier porte le glacier le plus méridional des Alpes, le glacier du Clapier, à environ 40 kilomètres à vol d'oiseau de la mer Méditerranée. Au XXIe siècle, ce glacier, largement diminué, est visible depuis le Pas Est du mont Clapier.
Avec une latitude de 44°  06’  54’’ Nord et une altitude de 3 045 mètres, il est le sommet de plus de 3 000 mètres le plus méridional des Alpes.

## Ascension
Le sommet est facilement accessible à pied depuis le refuge de Nice, dans la vallée de la Gordolasque. L'hiver, c'est aussi un des principaux itinéraires de ski de randonnée du secteur.